# Paweł Boćko
Paweł Boćko (ur. 7 czerwca 1963 w Tarnowie) – polski artysta fotograf. Członek rzeczywisty i Artysta Fotoklubu Rzeczypospolitej Polskiej Stowarzyszenia Twórców (AFRP). Członek i wiceprezes Zarządu Stowarzyszenia Myślenickiej Grupy Fotograficznej mgFoto.

## Życiorys
Paweł Boćko jest z wykształcenia architektem – absolwentem Politechniki Krakowskiej. Jest związany z tarnowskim środowiskiem fotograficznym, mieszka i pracuje w Tarnowie. W 2003 roku był współzałożycielem grupy fotograficznej FiP. W 2014 roku został członkiem Stowarzyszenia Myślenickiej Grupy Fotograficznej mgFoto (członka zbiorowego Fotoklubu Rzeczypospolitej Polskiej), w której obecnie pełni funkcję wiceprezesa Zarządu. 
Paweł Boćko jest autorem i współautorem wielu wystaw fotograficznych; indywidualnych, zbiorowych, poplenerowych oraz pokonkursowych. W 2014 roku został przyjęty w poczet członków Fotoklubu Rzeczypospolitej Polskiej Stowarzyszenia Twórców (legitymacja nr 362). W 2018 roku został uhonorowany Medalem „Za Zasługi dla Fotografii Polskiej” – odznaczeniem przyznawanym przez Kapitułę Fotoklubu Rzeczypospolitej Polskiej Stowarzyszenia Twórców – w 100. rocznicę odzyskania przez Polskę niepodległości. W 2020 odznaczony Złotym Medalem „Za Fotograficzną Twórczość” – odznaczeniem ustanowionym przez Zarząd i przyznawanym przez Kapitułę Fotoklubu Rzeczypospolitej Polskiej Stowarzyszenia Twórców, w odniesieniu do obchodów 25-lecia powstania Fotoklubu RP.

## Odznaczenia
- Medal „Za Zasługi dla Fotografii Polskiej” (2018)[13][14]
- Złoty Medal „Za Fotograficzną Twórczość” (2020)[16]